# Chlorosphaera antarctica
Espèce
Chlorosphaera antarctica est une espèce d'algues vertes du genre Chlorosphaera et de la famille des Chlorosarcinoideae. Elle vit dans les eaux froides de l'Antarctique.